# Culture du Brunei

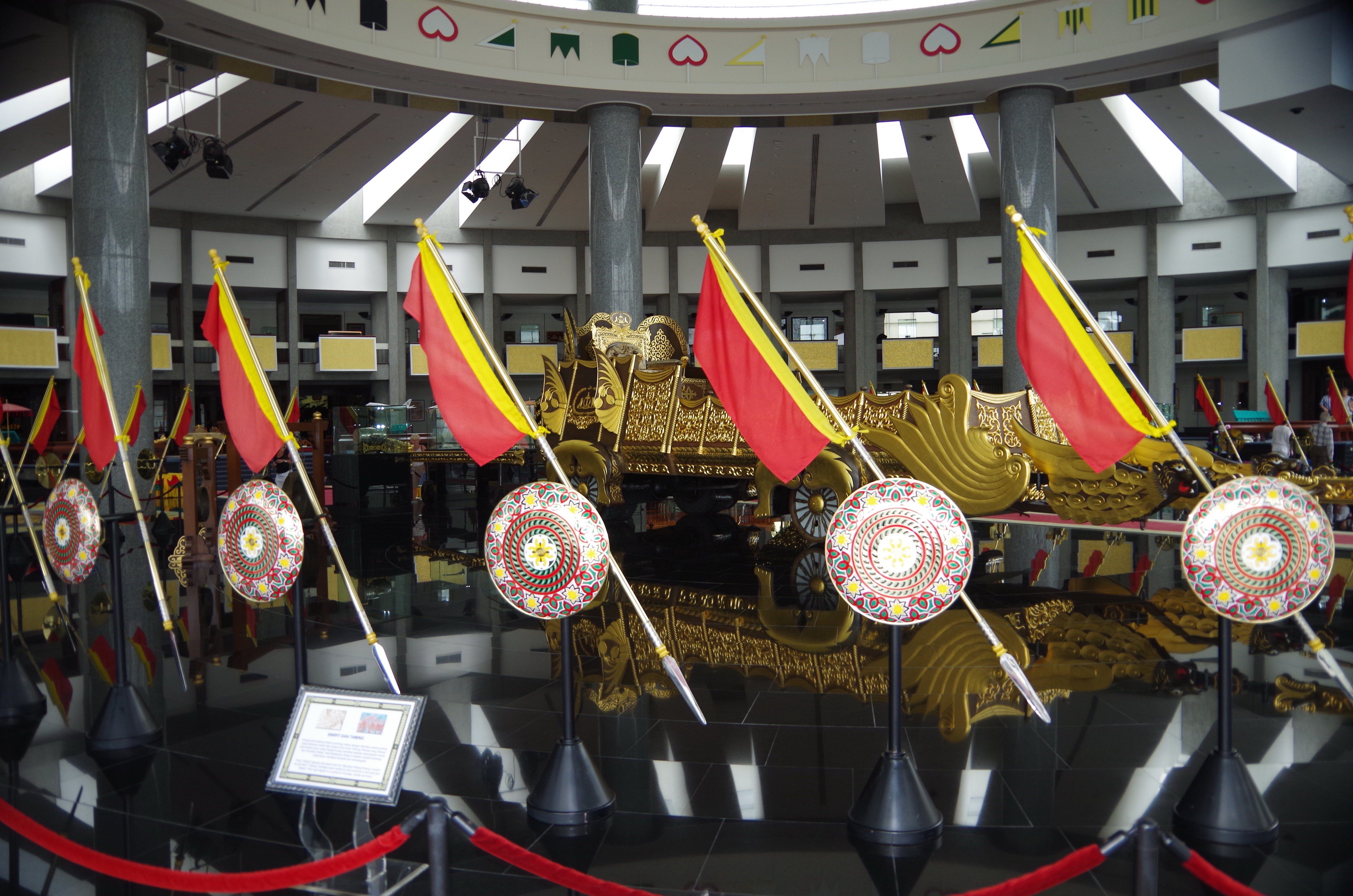
Voiture du sultan au musée Royal Regalie de Bandar Seri Begawan

Cet article aborde différents aspects de la culture du Brunei.

## Langue(s)
- Langues au Brunei
- Langues au Brunei (catégorie)

## Traditions

### Religion(s)
- Catégorie:Religion au Brunei, Islam au Brunei (Shafi'isme)
- Hindouisme au Brunei (en)
- Christianisme au Brunei
- Liberté de religion à Brunei (en)

### Symboles
- Armoiries du Brunei, Drapeau du Brunei
- Allah Peliharakan Sultan, hymne national du Brunei
- House of Bolkiah (en) (résidence royale)

## Littérature
- Littérature malaisienne, Culture de la Malaisie, Littérature malaise
- Écrivains brunéiens
- Prix des écrivains de l'Asie du Sud-Est (SEA, lauréats sur la version anglophone)
  - Lauréats du Brunei avant 2000 : Muslim Burmat (Haji Muslim bin Haji Burut), Yahya bin Haji Ibrahim, Leman Ahmad (Haji Leman bin Ahmad), Adi Kelana (Haji bin Haji Muhamad Said), Awang Mohd Salleh bin Abd. Latif, Mohammad Zain, Awang Haji Abdul Rahman, Pengiran Haji Mohd. Yusuf, Yang Mulia Awang Haji Morshidi bin Haji Marsal (Mussidi), P.H. Muhammad Abdul Aziz, Pengiran Haji Sabtu bin Pengiran Haji Mohamad Salleh, Awang Mohammad bin Haji Timbang, Badaruddin H.O., Norsiah M.S.,
  - Lauréats du Brunei depuis 2000 : Pehin Dato Abdul Aziz bin Juned, Rahim M.S. (Awang Haji Ibrahin bin Haji Muhammad), Rosli Abidin Yahya, Hashim bin Haji Abdul Hamid, Jawawi bin Haji Ahmad, Rahimi A.B., Sawal Rajab, Haji Moksin bin Haji Abdul Kadir, Zairis M.S., Hajah Norsiah binti Haji Abdul Gapar,
  - Lauréats du Brunei depuis 2010 : Wijaya (Awang Mohd Jamil), Mohd Zefri Ariff bin Mohd Zain Ariff, Pengiran Haji Mahmud bin Pengiran Damit (Mahmudamit), Haji Masri Haji Idris, Haji Mohd Yusuf bin Haji Mohd Daud, Haji Abdul Aziz bin Tuah...

## Média
- Catégorie:Média au Brunei
- Media de Brunei (en)
- Télécommunications de Brunei (ms)

### Presse
- Catégorie:Presse écrite à Brunei

### Radio
- Catégorie:Radio à Brunei

### Télévision
- Catégorie:Télévision à Brunei

## Arts visuels
- Art à Brunei
- Catégorie:Artiste brunéien

### Peinture
- Catégorie:Peintre brunéien

### Sculpture
- Catégorie:Sculpteur brunéien

### Architecture
- Catégorie:Architecte brunéien

### Photographie
- Catégorie:Photographe brunéien

## Arts du spectacle

### Musique(s)
- Musique brunéienne
- Catégorie:Musicien brunéien
- Musique de Brunei (en)

### Danse(s)
- Danse à Brunei
- Liste de danses
- Catégorie:Danseur brunéien

### Cinéma
- Cinéma de Brunei
- Catégorie:Réalisateur brunéien, Catégorie:Scénariste brunéien
- Catégorie:Acteur brunéien, Catégorie:Actrice brunéienne

## Arts de la table

### Cuisine(s)
- Cuisine de Brunei

## Santé
- Catégorie:Santé au Brunei,	Protection sociale

### Sports, arts martiaux
- Catégorie:Sport au Brunei
- Catégorie:Sportif brunéien
- Brunei aux Jeux olympiques
- Brunei aux Jeux paralympiques, Jeux paralympiques,
- Brunei aux Jeux du Commonwealth
- Arts martiaux : Pencak-Silat, Sepak takraw, Bersilat, Arts du combat de l'Insulinde

## Artisanats
- Artisanat d'art

## Patrimoine

### Musées
- Brunei Museum
- Malay Technology Museum